# Wuxue
Wuxue (武穴 ; pinyin : Wǔxué) est une ville de la province du Hubei en Chine. C'est une ville-district placée sous la juridiction de la ville-préfecture de Huanggang.

## Démographie
La population du district était de 733 930 habitants en 1999.